# Germigny-l'Exempt
Germigny-l'Exempt és un municipi francès, situat al departament de Cher i a la regió de Centre – Vall del Loira. L'any 2007 tenia 320 habitants.

## Demografia

### Població
El 2007 la població de fet de Germigny-l'Exempt era de 320 persones. Hi havia 144 famílies, de les quals 48 eren unipersonals (20 homes vivint sols i 28 dones vivint soles), 60 parelles sense fills, 32 parelles amb fills i 4 famílies monoparentals amb fills.
La població ha evolucionat segons el següent gràfic:
Habitants censats

### Habitatges
El 2007 hi havia 227 habitatges, 147 eren l'habitatge principal de la família, 49 eren segones residències i 31 estaven desocupats. 223 eren cases i 4 eren apartaments. Dels 147 habitatges principals, 127 estaven ocupats pels seus propietaris, 16 estaven llogats i ocupats pels llogaters i 4 estaven cedits a títol gratuït; 2 tenien una cambra, 12 en tenien dues, 30 en tenien tres, 47 en tenien quatre i 57 en tenien cinc o més. 107 habitatges disposaven pel capbaix d'una plaça de pàrquing. A 84 habitatges hi havia un automòbil i a 45 n'hi havia dos o més.

### Piràmide de població
La piràmide de població per edats i sexe el 2009 era:
| Homes | Edats   | Dones |
| ----- | ------- | ----- |
| 8     | 95 o +  | 0     |
| 0     | 90 a 94 | 0     |
| 4     | 85 a 89 | 8     |
| 0     | 80 a 84 | 16    |
| 24    | 75 a 79 | 8     |
| 12    | 70 a 74 | 20    |
| 24    | 65 a 69 | 12    |
| 4     | 60 a 64 | 4     |
| 4     | 55 a 59 | 4     |
| 16    | 50 a 54 | 4     |
| 0     | 45 a 49 | 8     |
| 12    | 40 a 44 | 8     |
| 0     | 35 a 39 | 8     |
| 4     | 30 a 34 | 4     |
| 4     | 25 a 29 | 16    |
| 4     | 20 a 24 | 8     |
| 8     | 15 a 19 | 4     |
| 0     | 10 a 14 | 12    |
| 8     | 5 a 9   | 4     |
| 8     | 0 a 4   | 4     |

## Economia
El 2007 la població en edat de treballar era de 183 persones, 118 eren actives i 65 eren inactives. De les 118 persones actives 110 estaven ocupades (62 homes i 48 dones) i 8 estaven aturades (3 homes i 5 dones). De les 65 persones inactives 32 estaven jubilades, 19 estaven estudiant i 14 estaven classificades com a «altres inactius».

### Ingressos
El 2009 a Germigny-l'Exempt hi havia 156 unitats fiscals que integraven 337 persones, la mediana anual d'ingressos fiscals per persona era de 14.728 €.

### Activitats econòmiques
Dels 18 establiments que hi havia el 2007, 1 era d'una empresa de fabricació de material elèctric, 1 d'una empresa de fabricació d'altres productes industrials, 1 d'una empresa de construcció, 3 d'empreses de comerç i reparació d'automòbils, 1 d'una empresa de transport, 1 d'una empresa d'hostatgeria i restauració, 4 d'empreses immobiliàries, 4 d'empreses de serveis i 2 d'empreses classificades com a «altres activitats de serveis».
L'únic servei als particulars que hi havia el 2009 era una oficina de correu.
L'any 2000 a Germigny-l'Exempt hi havia 17 explotacions agrícoles que ocupaven un total de 2.604 hectàrees.

## Equipaments sanitaris i escolars
El 2009 hi havia una escola elemental integrada dins d'un grup escolar amb les comunes properes formant una escola dispersa.

## Poblacions més properes
El següent diagrama mostra les poblacions més properes.